# Etisk intuitionisme
Etisk intuitionisme forstås generelt som en metaetisk teori som omfatter de følgende teser:
- Moralsk realisme, hævder at der findes objektive fakta om værdi,
- Etisk non-naturalisme, hævder at disse vurderbare fakta ikke kan reduceres til naturlige fakta.
- Tesen at vi nogle gange har en intuitiv viden om værdi, eller intuitiv viden om vurderbare fakta, som danner grundlaget for vores etiske viden.

Nogle gange forbindes begrebet "etisk intuitionisme" med et pluralistisk, deontologisk syn indenfor normativ etik, forsvaret af W.D. Ross.
| filosofi | Spire Denne filosofiartikel er en spire som bør udbygges. Du er velkommen til at hjælpe Wikipedia ved at udvide den. |